# Moneda de reserva

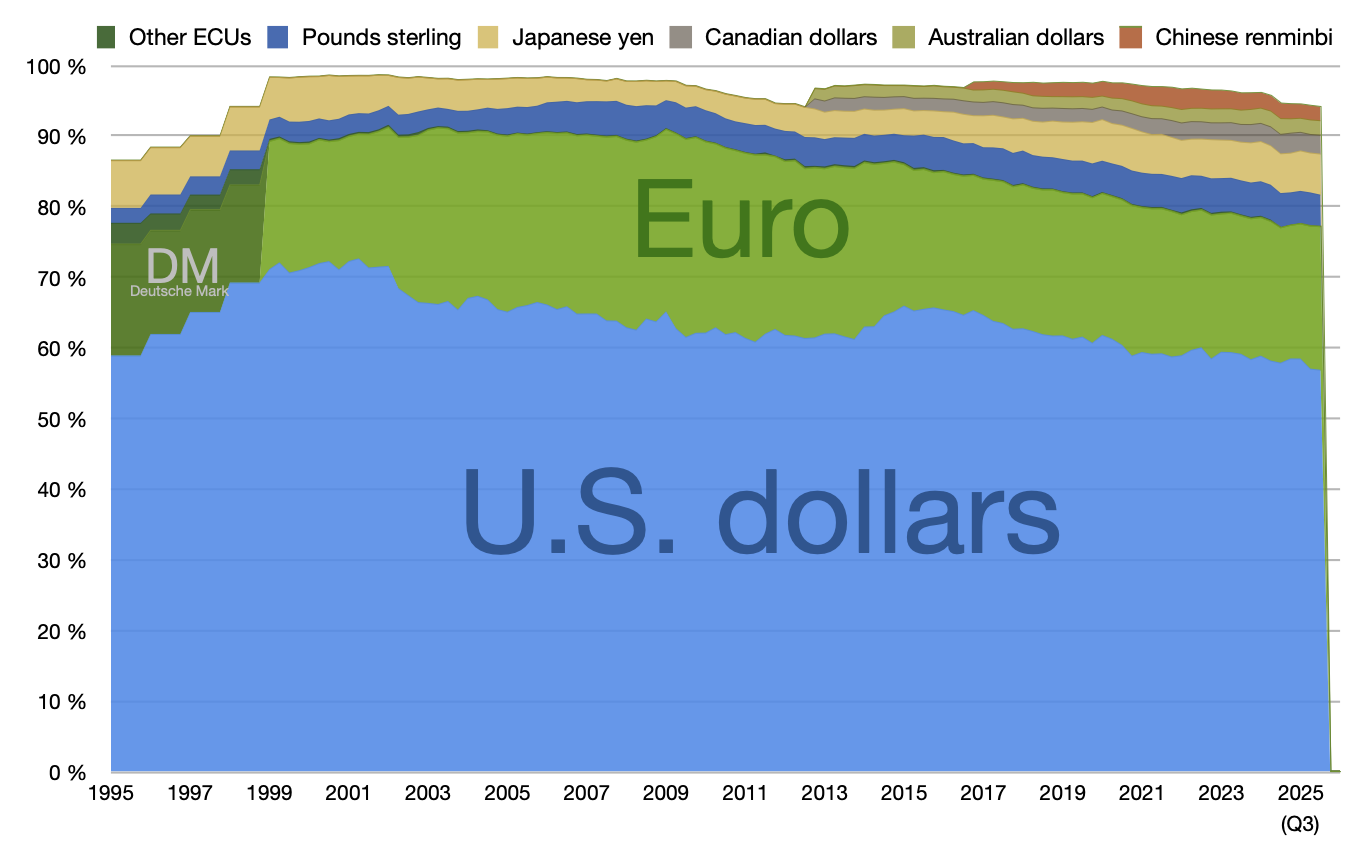
Gráfico de las monedas de reserva a nivel global

Una moneda de reserva es la moneda que es utilizada en grandes cantidades por muchos gobiernos e instituciones como parte de sus reservas internacionales. Además también tiende a ser la moneda a través de la cual se establecen los precios de bienes comerciados en el mercado global tales como el petróleo, el oro, etcétera. Más recientemente algunos países, especialmente en Asia, han estado acumulando enormes reservas con el propósito de fortalecer la competitividad de sus exportadores al no permitir la apreciación de la moneda local. También lo hacen con el objetivo de contener grandes y rápidas entradas de capitales y para amortiguar grandes crisis financieras como la asiática. 
Esto permite al país emisor la compra de productos a unas tasas marginalmente más baratas que otras naciones, que tienen que cambiar sus monedas con cada compra, incurriendo en unos costes de transacción (para las monedas más importantes, este coste de transacción es inapreciable con respecto al precio del producto). También permite al gobierno la emisión de moneda para endeudarse a una mejor tasa, ya que siempre habrá un mercado mayor para esta moneda que para otras.[cita requerida]

### @Acumulación internacional de monedas de reserva
| Moneda                       | 2025   | 2023   | 2022   | 2021   | 2020   | 2019   | 2018   | 2017   | 2016   | 2015   | 2014   | 2013   | 2012   | 2011   |
| ---------------------------- | ------ | ------ | ------ | ------ | ------ | ------ | ------ | ------ | ------ | ------ | ------ | ------ | ------ | ------ |
| Dólar estadounidense $ (USD) | 57.80% | 58.88% | 58.36% | 58.81% | 58.92% | 60.75% | 61.76% | 62.73% | 65.36% | 65.73% | 65.14% | 61.24% | 61.47% | 62.59% |
| Euro € (EUR)                 | 59.83% | 19.97% | 20.47% | 20.64% | 21.29% | 20.59% | 20.67% | 20.17% | 19.14% | 19.14% | 21.20% | 24.20% | 24.05% | 24.40% |
| Yen japonés ¥ (JPY)          | 55.82% | 5.40%  | 5.51%  | 5.57%  | 6.03%  | 5.87%  | 5.19%  | 4.90%  | 3.95%  | 3.75%  | 3.54%  | 3.82%  | 4.09%  | 3.61%  |
| Libra esterlina £ (GBP)      | 4.73%  | 4.87%  | 4.95%  | 4.78%  | 4.73%  | 4.64%  | 4.43%  | 4.54%  | 4.35%  | 4.71%  | 3.70%  | 3.98%  | 4.04%  | 3.83%  |
| Dólar canadiense C$ (CAD)    | 2.77%  | 2.49%  | 2.38%  | 2.38%  | 2.08%  | 1.86%  | 1.84%  | 2.03%  | 1.94%  | 1.77%  | 1.75%  | 1.83%  | 1.42%  |        |
| Yuan chino ¥ (CNY)           | 2.18%  | 2.45%  | 2.69%  | 2.79%  | 2.29%  | 1.94%  | 1.89%  | 1.23%  | 1.08%  |        |        |        |        |        |
| Dólar australiano A$ (AUD)   | 2.06%  | 1.97%  | 1.96%  | 1.81%  | 1.83%  | 1.70%  | 1.63%  | 1.80%  | 1.69%  | 1.77%  | 1.59%  | 1.82%  | 1.46%  |        |
| Franco suizo Fr (CHF)        | 0.17%  | 0.18%  | 0.23%  | 0.20%  | 0.17%  | 0.15%  | 0.14%  | 0.18%  | 0.16%  | 0.27%  | 0.24%  | 0.27%  | 0.21%  | 0.08%  |
| Otras                        | 4.64%  | 3.79%  | 3.45%  | 3.01%  | 2.65%  | 2.51%  | 2.45%  | 2.43%  | 2.33%  | 2.86%  | 2.83%  | 2.84%  | 3.26%  | 5.49%  |

- Referencias[1][2]

## Dólar estadounidense
El dólar estadounidense es la moneda de reserva más importante hoy en día debido principalmente al legado del sistema de Bretton Woods. A lo largo de la última década[cita requerida], más del 50 % de la suma total de reservas internacionales han sido en dólares. Por esta razón, se considera que el dólar estadounidense tiene el estatus de moneda de reserva, permitiendo a los Estados Unidos tener mayores déficits comerciales (financiados por el Señoreaje) con un impacto económico limitado siempre que los mayores poseedores extranjeros de dólares continúen acumulándolos.

## Euro

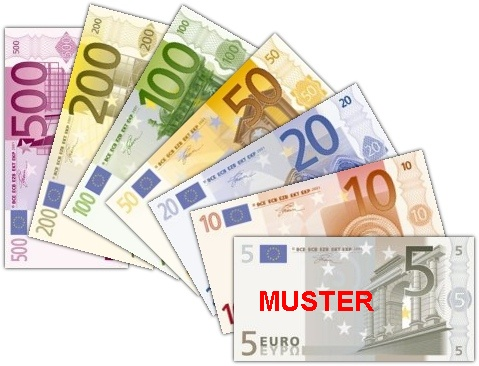
Billetes de euro.

El euro es actualmente la segunda moneda más comúnmente utilizada en las reservas internacionales, con una cuota aproximada de un 27 %, en parte gracias a una de sus predecesoras, el marco alemán. Después de la Segunda Guerra Mundial y la reconstrucción de la economía alemana, el Deutsche Mark se ganó el estatus de segunda moneda de reserva más importante tras el dólar estadounidense debido a la gran credibilidad que ganó el Bundesbank gracias a su garantizada independencia del gobierno (de hecho, el BCE está directamente basado en el modelo del Bundesbank). Cuando el euro se introdujo en 1999, reemplazando al marco y a otras monedas europeas, heredó el estatus de gran moneda de reserva del marco. Desde entonces su contribución a las reservas oficiales se ha incrementado continuamente dado que los bancos (China, Rusia) quieren diversificar sus reservas y debido a que el comercio en la eurozona continúa expandiéndose.

## Renminbi (yuan)
A partir de octubre de 2016, el Fondo Monetario Internacional reconoció oficialmente al yuan chino como moneda de reserva, al incluirlo en la canasta de Derechos Especiales de Giro (DEGs).
Pasa a ser la tercera divisa con mayor peso dentro de la canasta, con un 10,92% del total, por encima del yen japonés y la libra esterlina.

## Otras
La libra esterlina fue la principal moneda de reserva durante la mayor parte del siglo XIX y parte del XX (Aunque durante este período el principal bien utilizado como reserva no eran monedas extranjeras sino el oro). Pero un continuo déficit tanto en la balanza por cuenta corriente como en la balanza fiscal del gobierno, financiados por crédito barato, unas políticas monetarias y fiscales insostenibles y una decadencia relativa de Gran Bretaña como potencia militar y económica, acabó implicando que la Libra perdiera su estatus. A mediados de 2006 era la tercera moneda más usada como reserva, habiéndose observado un resurgimiento en su popularidad en años recientes.
El yen japonés fue considerado como la tercera moneda de reserva más importante durante algunas décadas entre mediados y finales del siglo XIX, pero recientemente ha entrado en decadencia debido a unas tasas de interés que se han mantenido en cero durante años debido al peligro de la deflación en Japón y a la crisis económica sufrida por el país, por lo que ha sido sobrepasado por la Libra Esterlina. 
El franco suizo siempre es mencionado como otra moneda de reserva, debido a su estabilidad histórica (especialmente importante después de la implantación del sistema de Bretton Woods), aunque la porción de reservas mantenidas en franco suizos se mantiene típicamente alrededor o incluso por debajo del 0.3 %. 
Otras naciones y grupos de naciones han expresado sus deseos de que sus monedas (o futuras monedas) sean utilizadas como monedas de reserva, como en el caso de Rusia, y el Consejo de Cooperación de los países Árabes del Golfo.
El G8 se expresa públicamente sobre los tipos de cambio, aunque con la excepción de Japón, los Estados miembros son incapaces de afectar directamente a los tipos. Aunque en el pasado las organizaciones predecesores pudieron directamente manipular los tipos de cambio para aliviar grandes déficits comerciales (ver el Acuerdo de Plaza).
La moneda de reserva más importante es generalmente seleccionada por la comunidad bancaria por la profundidad, fuerza y estabilidad de la economía en la que se usa. Por tanto, cuando una moneda reduce su estabilidad, o se reduce la importancia relativa de su economía, los banqueros pueden con el tiempo abandonar la moneda por otra más estable o con una mayor economía. Este proceso puede llevar mucho tiempo, pues el reconocimiento es importante cuando se determina qué moneda es o no es moneda de reserva. Por ejemplo, llevó casi 30 años después de que los Estados Unidos sobrepasaran al Imperio británico como el centro financiero del mundo (1918) antes de que el dólar se convirtiera en la moneda de reserva global dominante (1945).